# Шатурський Валерій Георгійович
Вале́рій Гео́ргійович Шату́рський (20 січня 1974 — 12 вересня 2019) — молодший сержант Збройних сил України, учасник російсько-української війни.

## Життєпис
Народився 1974 року в селі Лісогірка Городоцького району Хмельницької області. 1979-го разом із матір'ю переїхав до села Чорнобаївка Білозерського району Херсонської області. Закінчив чорнобаївську середню школу, здобув фах водія — за програмою підготовки водіїв транспортних засобів, після чого повернувся до Лісогірки; з 2015 року мешкав у Маріуполі. Умів лагодити по господарці — чи то розібрати та зібрати автівку, а чи то полагодити комп'ютер. З дружиною познайомився вже під час війни, її донечка кликала його батьком.
З 2014 року перебував у лавах війська — спочатку у складі ЗСУ проходив службу в місті Хмельницькому, з кінця 2015-го — у батальйоні «Донбас». Обіймав посаду кулеметника 6-го відділення 2-го взводу 1-ї роти. 2016 року переведений до 15-го окремого Слов'янського полку. Воював по всій лінії фронту — від Азовського узбережжя до Луганщини. Брав участь у багатьох операціях — поблизу Слов'янська, Широкиного, Водяного, Павлополя, Новотроїцького, Верхньоторецького, Мар'їнки, Крутої Балки, Щастя, Майорська. Зимою 2018 року пройшов курс навчань на сержантське звання у Золочеві за програмою канадських фахівців.
12 вересня 2019 року в пообідню пору внаслідок ворожого обстрілу позицій батальйону в Донецькій області зазнав поранення, несумісного з життям.
Похований 17 вересня 2019-го у місті Маріуполь, де мешкають рідні, на Старокримському кладовищі.
Без Валерія лишилися дружина та діти — син і донька.

## Нагороди та вшанування
- Указом Президента України № 742/2019 від 10 жовтня 2019 року за «особисту мужність і самовіддані дії, виявлені у захисті державного суверенітету та територіальної цілісності України» — нагороджений орденом «За мужність» III ступеня (посмертно)[4]